# Reipå
Reipå este o localitate din comuna Meløy, provincia Nordland, Norvegia, cu o suprafață de 0,42 km² și o populație de 289 locuitori (2013).